# Hrvatski pisci iz BiH, A (djela)

## Abecedni popis (za pisce na slovo A)
- Antun Tresić, nadripjesnik i megaloman - Niko Andrijašević (sa Srećkom Perišićem, 1909.)
- Bajke zaboravljenog jezera - Ljerka Anić (bajke, 1985.)
- Biblijin svileni put - Borislav Arapović (autobiografska spomen-knjiga o 25 godišnjem radu Instituta za prevođenje Biblije 1973. – 1998., na švedskom, 1997.)
- Biobliografija hrvatskih pisaca Bosne i Hercegovine do godine 1918. - Ivan Alilović (1986.)
- Biobliografija hrvatskih pisaca Bosne i Hercegovine između dvaju ratova - Ivan Alilović (1989.).
- Dječja Biblija - Borislav Arapović (s Verom Mattelmäki, 1983.)
- Dr. Ante Radić, velikan hrvatske kulture - Ivan Alilović (1979.)
- Duhan i život naroda u Hercegovini - Ivan Alilović (1976.)
- Hercegovci u hrvatskoj poeziji - Ivan Alilović (izbor, 1982.)
- Hrvatski bog Mars Miroslava Krleže. Nastanak, stil, žanr - Borislav Arapović (disertacija na švedskom, 1984.)
- Hrvatski mirospis 1778. - Borislav Arapović (književna studija, 1999.)
- Hrvatski narodni običaji u Hercegovini - Ivan Alilović (1977.)
- Hrvatski pripovjedači iz Hercegovine - Ivan Alilović (izbor, 1983.)
- Ispod Vlašića - Tugomir Alaupović (pjesme, 1906.)
- Iz Neretvanske krajine - Niko Andrijašević (pripovijesti, 1907.)
- Iz noćnog dnevnika - Borislav Arapović (pjesme, 1989.)
- Iz starog zavičaja - Tugomir Alaupović (pripovijetke, 1906.)
- Izabrana djela - Frano Alfirević (1969.).
- Izabrane pjesme - Frano Alfirević (1952.)
- Izabrane pjesme - Frano Alfirević (1963.)
- Kad pjesme zašute - Ivo Mijo Andrić (pjesme, 2000.)
- Kamenopis - Borislav Arapović (pjesme, 1993.)
- Kći Östgötlanda - Borislav Arapović (s Linnéom Johansson, na švedskom, 1993.)
- Ljubav s mirisom kadulje - Zlata Artuković (pjesme, 1971.)
- More i daleki gradovi - Frano Alfirević (pjesme, 1941.)
- Naše rane - Tugomir Alaupović (ep, 1898.)
- Nesuđenica - Tugomir Alaupović (ep, 1893.)
- Ogledalo misničko - Ivan Ančić (1677.)
- Petnaestorica - Zdenko Antunović (2000.)
- Pisma iz opsade - Ivo Mijo Andrić (pjesme, 1998.)
- Pjesme u časopisu Novi i panoramama Svjetlost u mraku - Zdenko Antunović (1996.)
- Pjesme - Frano Alfirević (1934.)
- Podnebesje - Ivo Mijo Andrić (pjesme, 1974.)
- Poniranje - Ivo Mijo Andrić (pjesme, 1982.)
- Povratak hrvatskih pukovnija 1779. - Borislav Arapović (književna studija, 2000.).
- Pripovijesti - Niko Andrijašević (1912.)
- Probrane pjesme - Tugomir Alaupović (1902.)
- Proza - Frano Alfirević (1956.)
- Pustinjakove pripovijetke iz seoskog života zapadne Hercegovine - Ivan Alilović (izbor pripovijetki Martina Mikulića, 1972.)
- Put po Italiji - Marijan Alković (neobjavljeno)
- Put: Beograd-Sofija-Carigrad - Marijan Alković (1911.)
- Putopisi i eseji - Frano Alfirević (1942.)
- Radoslav krstjanin - Tugomir Alaupović (dramski spjev, u rukopisu)
- Sin Östgötlanda - Borislav Arapović (na švedskom, biografija, 1988.)
- Sjene i uspomene - Tugomir Alaupović (pripovijetke, 1906.)
- Slovo o Mostu - Ivo Mijo Andrić (pjesme, 1997.)
- Statua... super... regimine fratrum sacri conventus Syon - Bartol Alvernski
- Svim narodima i jezicima - Borislav Arapović (spomen-knjiga o radu Instituta za prevođenje Biblije, na švedskom, 1993.)
- Tamnionik - Borislav Arapović (pjesme, 1992.)
- Tractatus, quomodo debemus nos ponere ad recipiendum corpus Christi - Bartol Alvernski
- Tragom hrvatske kulturne baštine u Hercegovini - Ivan Alilović (1980.)
- Tri zaboravljena imena iz kulturne prošlosti Hercegovine - Ivan Alilović (1974.)
- Tužni radijator - Ivo Mijo Andrić (pjesme, 1999.)
- Uporno trajanje - Vera Arapović (pjesme, 1983.)
- Vojničke bilješke i Srbija - Marijan Alković (neobjavljeno)
- Vrata nebeska i život vični - Ivan Ančić (1676. – 1677.)
- Vrijeme kušnje/Temps des t‚nations - Vera Arapović (pjesme, na hrvatskom i francuskom jeziku, 1998.).
- Zvončići - Borislav Arapović (12 knjižica sa stihovima za djecu, 1977.)

### Bez naslova
- autobiografski rukopis - Ivan Ančić (napisan 1679.)
- izvješće o stanju Bosne Srebrene - Ivan Ančić (1680.)
- studija o Ivanu Frani Jukiću - Tugomir Alaupović (1907.)
- studija o Marijanu Šunjiću - Tugomir Alaupović (1906.)
- studija o fra Grgi Martiću - Tugomir Alaupović (1907.)

## Abecedno po piscima

### Tugomir Alaupović
- Ispod Vlašića - Tugomir Alaupović (pjesme, 1906.)
- Iz starog zavičaja - Tugomir Alaupović (pripovijetke, 1906.)
- Naše rane - Tugomir Alaupović (ep, 1898.)
- Nesuđenica - Tugomir Alaupović (ep, 1893.)
- Probrane pjesme - Tugomir Alaupović (1902.)
- Radoslav krstjanin - Tugomir Alaupović (dramski spjev, u rukopisu)
- Sjene i uspomene - Tugomir Alaupović (pripovijetke, 1906.)
- studija o Marijanu Šunjiću - Tugomir Alaupović (1906.)
- studija o Ivanu Frani Jukiću - Tugomir Alaupović (1907.)
- studija o fra Grgi Martiću - Tugomir Alaupović (1907.)

### Frano Alfirević
- Izabrana djela - Frano Alfirević (1969.).
- Izabrane pjesme - Frano Alfirević (1952.)
- Izabrane pjesme - Frano Alfirević (1963.)
- More i daleki gradovi - Frano Alfirević (pjesme, 1941.)
- Pjesme - Frano Alfirević (1934.)
- Proza - Frano Alfirević (1956.)
- Putopisi i eseji - Frano Alfirević (1942.)

### Ivan Alilović
- Biobliografija hrvatskih pisaca Bosne i Hercegovine do godine 1918. - Ivan Alilović (1986.)
- Biobliografija hrvatskih pisaca Bosne i Hercegovine između dvaju ratova - Ivan Alilović (1989.).
- Dr. Ante Radić, velikan hrvatske kulture - Ivan Alilović (1979.)
- Duhan i život naroda u Hercegovini - Ivan Alilović (1976.)
- Hercegovci u hrvatskoj poeziji - Ivan Alilović (izbor, 1982.)
- Hrvatski narodni običaji u Hercegovini - Ivan Alilović (1977.)
- Hrvatski pripovjedači iz Hercegovine - Ivan Alilović (izbor, 1983.)
- Pustinjakove pripovijetke iz seoskog života zapadne Hercegovine - Ivan Alilović (izbor pripovijetki Martina Mikulića, 1972.)
- Tragom hrvatske kulturne baštine u Hercegovini - Ivan Alilović (1980.)
- Tri zaboravljena imena iz kulturne prošlosti Hercegovine - Ivan Alilović (1974.)

### Marijan Alković
- Put: Beograd-Sofija-Carigrad - Marijan Alković (1911.)
- Put po Italiji - Marijan Alković (neobjavljeno)
- Vojničke bilješke i Srbija - Marijan Alković (neobjavljeno)

### Bartol Alvernski
- Statua… super… regimine fratrum sacri conventus Syon - Bartol Alvernski
- Tractatus, quomodo debemus nos ponere ad recipiendum corpus Christi - Bartol Alvernski

### Ivan Ančić
- autobiografski rukopis - Ivan Ančić (napisan 1679.)
- izvješće o stanju Bosne Srebrene - Ivan Ančić (1680.)
- Ogledalo misničko - Ivan Ančić (1677.)
- Vrata nebeska i život vični - Ivan Ančić (1676. – 1677.)

### Ivo Mijo Andrić
- "Kad ptice zašute" - Ivo Mijo Andrić (pjesme, 2000.)
- "Pisma iz opsade" - Ivo Mijo Andrić (pjesme, 1998.)
- "Podnebesje" - Ivo Mijo Andrić (pjesme, 1974.)
- "Poniranje" - Ivo Mijo Andrić (pjesme, 1982.)
- "Sindikat i radnička kontrola" - Ivo Mijo Andrić (priručnik, 1989.)
- "Slovo o Mostu" - Ivo Mijo Andrić (pjesme, 1997.)
- "Tužni radijator" - Ivo Mijo Andrić (pjesme, 1999.)
- "Zanavljanje svijeta" - Ivo Mijo Andrić (pjesme, 2001.)
- "Sindikatizmi i radnikalizmi" - Ivo Mijo Andrić (aforizmi, 2001.)
- "Sendvič, kruška i salama pili" - Ivo Mijo Andrić (pjesme, 2002.)
- "Izabrane i nove pjesme" - Ivo Mijo Andrić (pjesme, 2002.)
- "Majko hvala ti" - Ivo Mijo Andrić, A.Kujundžić, A. Stanić (izbor poezije, 2002.)
- "STANIĆ-poduzetnička obitelj iz Kreševa" - Ivo Mijo Andrić (monografija, 2003.)
- "Tužni radijator i pjesme iz česme" - Ivo Mijo Andrić (pjesme, 2004.)
- "Majci, ocu i životu" - Ivo Mijo Andrić, A.Kujundžić, V.Milošević (pjesme, 2004.)
- "Vijeće zaposlenika" - Ivo Mijo Andrić (priručnik, 2004.)
- "Samostalni sindikat PPDIVUT BiH 1905. – 2005. - Ivo Mijo Andrić (monografija, 2004.)
- "Čaj s pjesmom" - Ivo Mijo Andrić (pjesme, 2005.)
- "Sonetne zvijezde" - Ivo Mijo Andrić (pjesme, 2005.)
- "Velja" Ivo Mijo Andrić, A. Kujundžić, L.Manojlović (monografija, 2005.)
- "Pisac na djelu" - Ivo Mijo Andrić (eseji i književni prikazi, 2006.)
- "Bosnom do Hercegovine" - Ivo Mijo Andrić, A.Stanić (poezija, 2006.)
- "Kapitalne misli" - Ivo Mijo Andrić (aforizmi, 2007.)
- "Pročitani pisci" - Ivo Mijo Andrić (eseji i prikazi, 2007.)
- "Bosanske ode i druge pjesme" - Ivo Mijo Andrić (pjesme, 2007.)
- "Zagrebačke godine" - Ivo Mijo Andrić (roman, 2008.)
- "Pasje vrijeme" - Ivo Mijo Andrić (priče, 2008.)
- "Ulomci od slova" - Ivo Mijo Andrić (aforizmi, 2008.)
- "Tragovi šutnje" (pjesme, 2009.),
- "Inventura uma" (aforizmi, 2010.),
- "Medo s Medvednice (roman, 2010.),
- "Otvori se zemljo" (aforizmi, 2010.),
- "Kišne priče" (priče, 2011.),
- "Zagrebački versi" (pjesme, 2013.)
- "Biljopije" (pjesme, 2013.)

### Niko Andrijašević
- Antun Tresić, nadripjesnik i megaloman - Niko Andrijašević (sa Srećkom Perišićem, 1909.)
- Iz Neretvanske krajine - Niko Andrijašević (pripovijesti, 1907.)
- Pripovijesti - Niko Andrijašević (1912.)

### Ljerka Anić
- Bajke zaboravljenog jezera - Ljerka Anić (bajke, 1985.)

### Zdenko Antunović
- Petnaestorica - Zdenko Antunović (2000.)
- Pjesme u časopisu Novi i panoramama Svjetlost u mraku - Zdenko Antunović (1996.)

### Borislav Arapović
- Biblijin svileni put - Borislav Arapović (autobiografska spomen-knjiga o 25 godišnjem radu Instituta za prevođenje Biblije 1973. – 1998., na švedskom, 1997.)
- Dječja Biblija - Borislav Arapović (s Verom Mattelmäki, 1983.)
- Hrvatski bog Mars Miroslava Krleže. Nastanak, stil, žanr - Borislav Arapović (disertacija na švedskom, 1984.)
- Hrvatski mirospis 1778. - Borislav Arapović (književna studija, 1999.)
- Iz noćnog dnevnika - Borislav Arapović (pjesme, 1989.)
- Kamenopis - Borislav Arapović (pjesme, 1993.)
- Kći Östgötlanda - Borislav Arapović (s Linnéom Johansson, na švedskom, 1993.)
- Povratak hrvatskih pukovnija 1779. - Borislav Arapović (književna studija, 2000.).
- Sin Östgötlanda - Borislav Arapović (na švedskom, biografija, 1988.)
- Svim narodima i jezicima - Borislav Arapović (spomen-knjiga o radu Instituta za prevođenje Biblije, na švedskom, 1993.)
- Tamnionik - Borislav Arapović (pjesme, 1992.)
- Zvončići - Borislav Arapović (12 knjižica sa stihovima za djecu, 1977.)

### Vera Arapović
- Uporno trajanje - Vera Arapović (pjesme, 1983.)
- Vrijeme kušnje/Temps des tentations - Vera Arapović (pjesme, na hrvatskom i francuskom jeziku, 1998.).

### Zlata Artuković
- Ljubav s mirisom kadulje - Zlata Artuković (pjesme, 1971.)